# Alpago
Alpago is een gemeente in de Italiaanse provincie Belluno (regio Veneto) en telt 6624 inwoners (31-7-2017). De oppervlakte bedraagt 80,34 km², de bevolkingsdichtheid is 82,45 inwoners per km². De gemeente ligt aan het Lago di Santa Croce. De gemeente ontstond in 2016 na het samenvoegen van de voormalige gemeenten Farra d'Alpago, Pieve d'Alpago en Puos d'Alpago.

## Geografie
Alpago grenst aan de volgende gemeenten: Belluno, Chies d'Alpago, Claut (PN), Erto e Casso (PN), Fregona (TV), Ponte nelle Alpi, Soverzene, Tambre, Vittorio Veneto (TV). 

## Partnerplaats
- Kalvarija, Litouwen

## Galerij

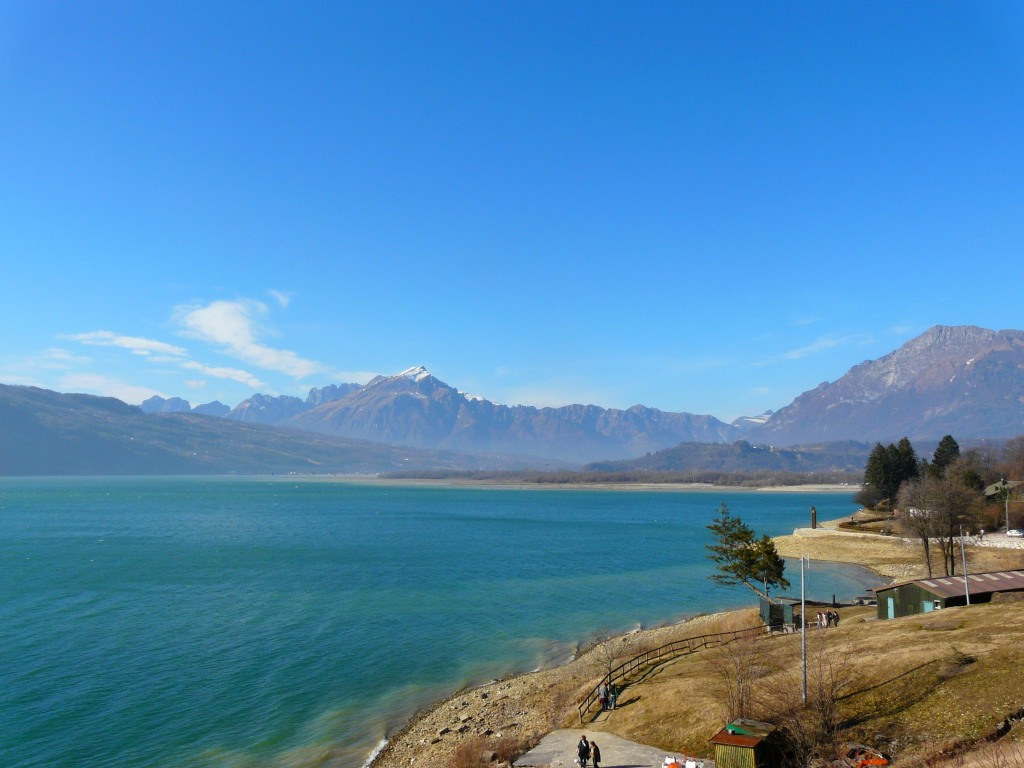
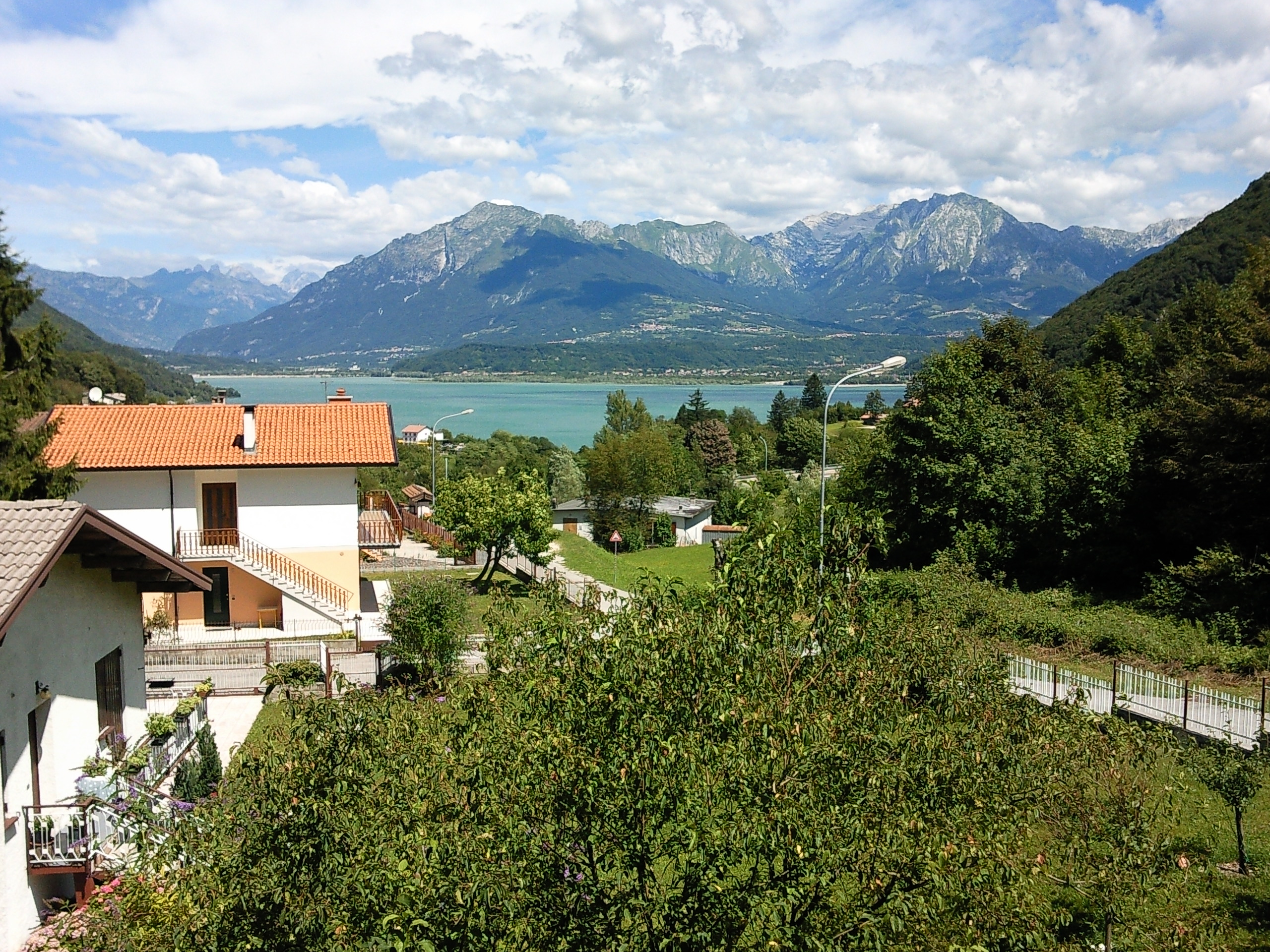
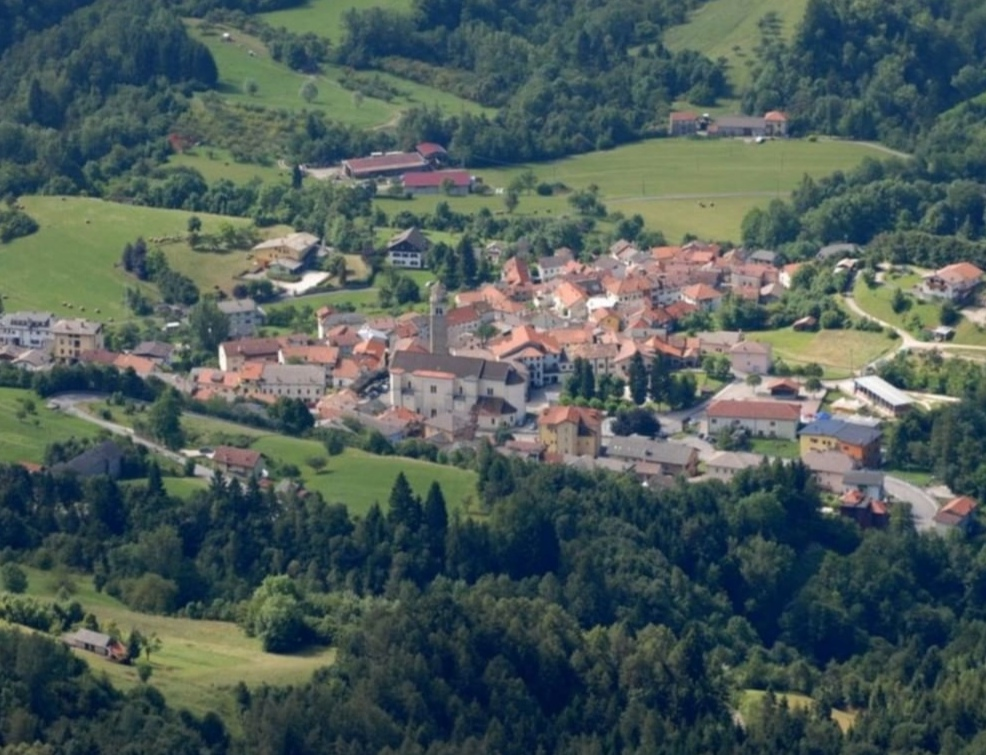
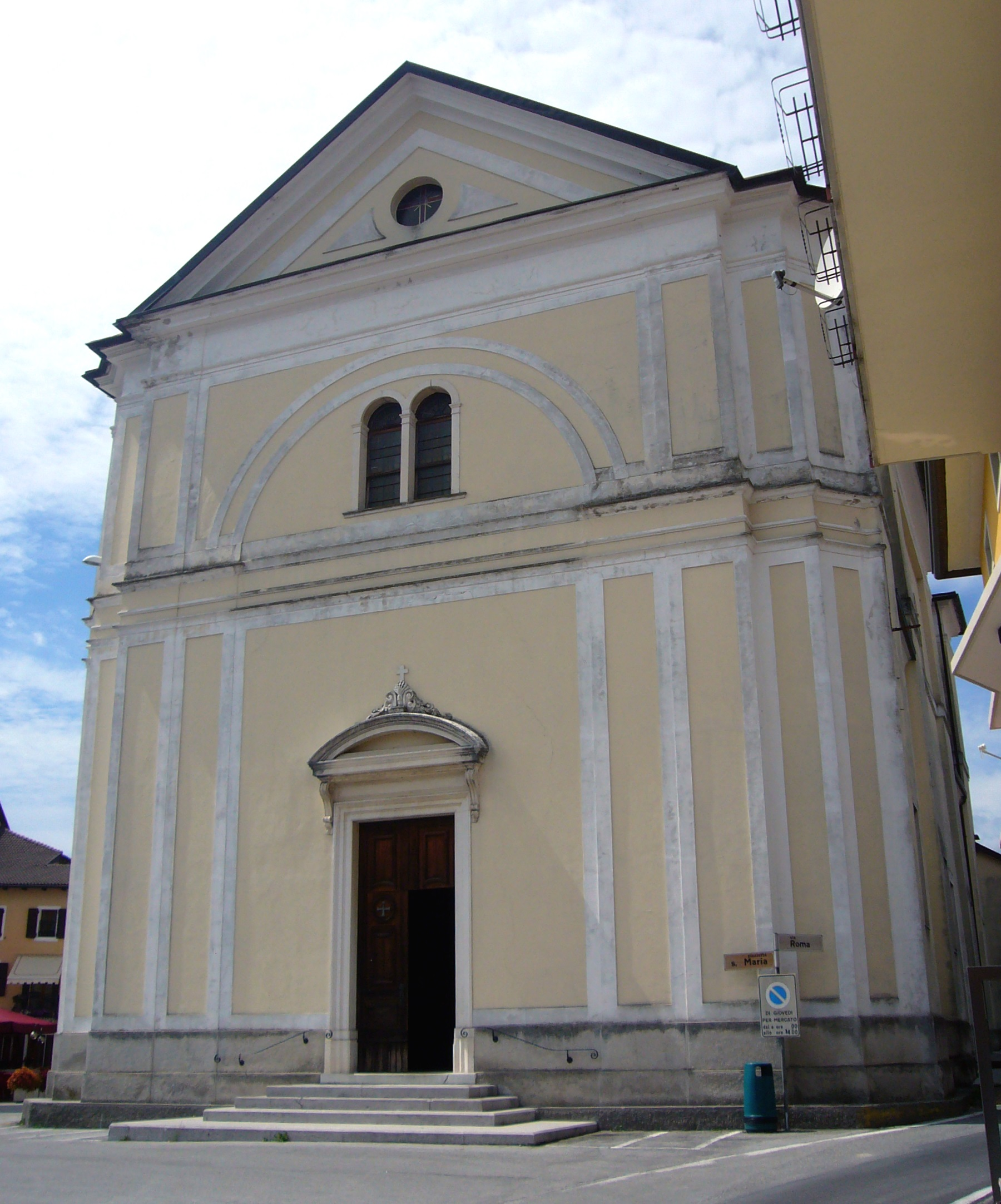
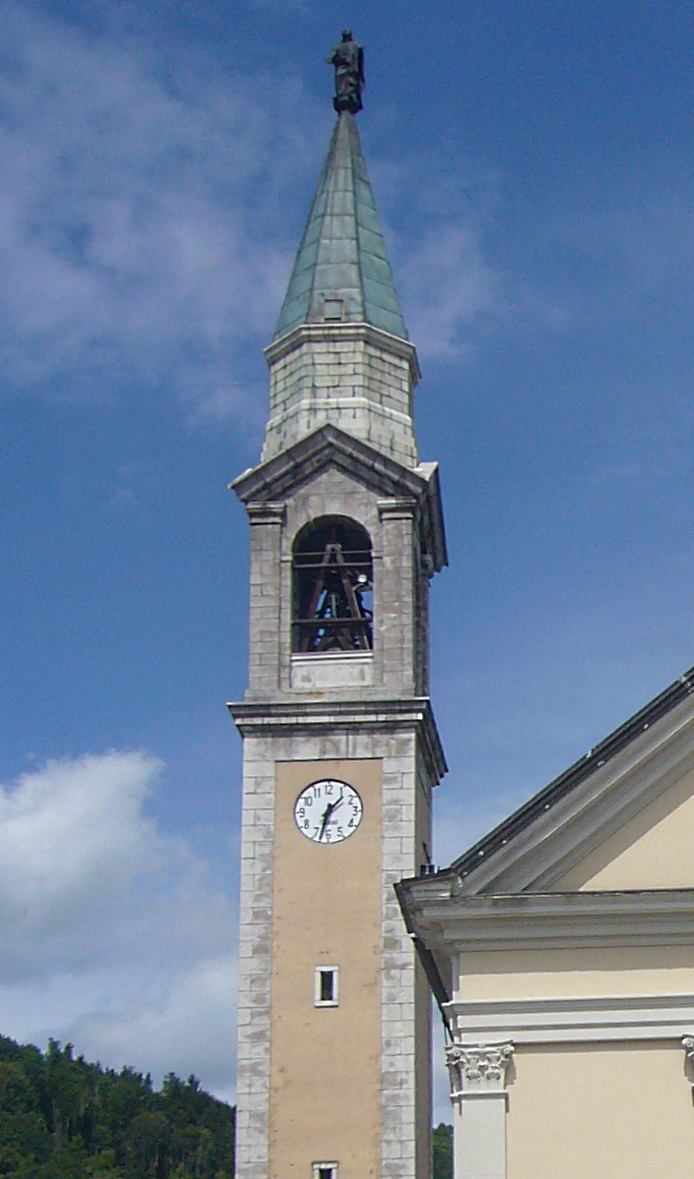
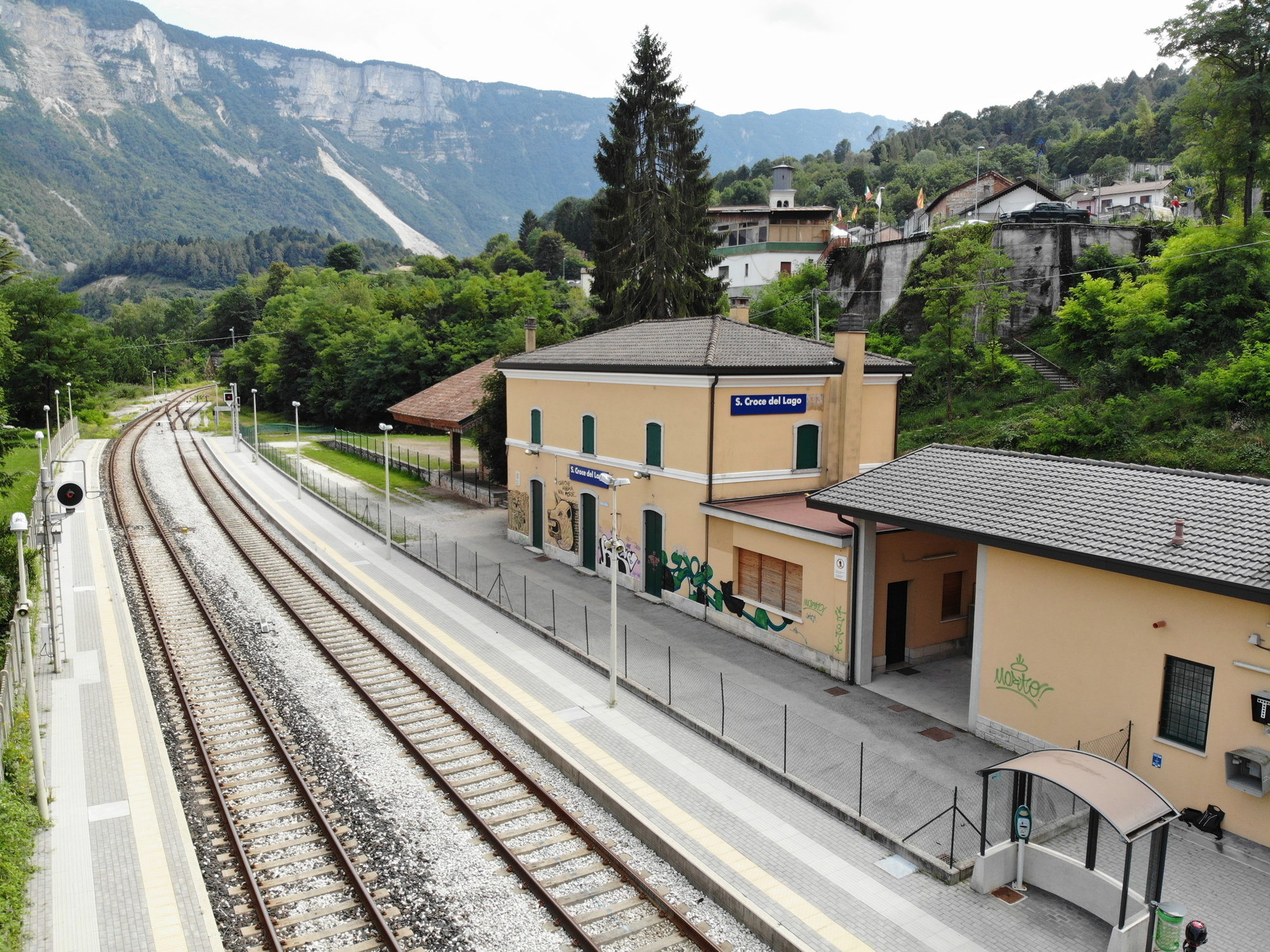

Agordo · Alano di Piave · Alleghe · Alpago · Arsiè · Auronzo di Cadore · Belluno · Borca di Cadore · Calalzo di Cadore · Canale d'Agordo · Castellavazzo · Cencenighe Agordino · Cesiomaggiore · Chies d'Alpago · Cibiana di Cadore · Colle Santa Lucia · Comelico Superiore · Cortina d'Ampezzo · Danta di Cadore · Domegge di Cadore · Falcade · Feltre · Fonzaso · Forno di Zoldo · Gosaldo · La Valle Agordina · Lamon · Lentiai · Limana · Livinallongo del Col di Lana · Longarone · Lorenzago di Cadore · Lozzo di Cadore · Mel · Ospitale di Cadore · Pedavena · Perarolo di Cadore · Pieve di Cadore · Ponte nelle Alpi · Quero Vas · Rivamonte Agordino · Rocca Pietore · San Gregorio nelle Alpi · San Nicolò di Comelico · San Pietro di Cadore · San Tomaso Agordino · San Vito di Cadore · Santa Giustina · Santo Stefano di Cadore · Sappada · Sedico · Selva di Cadore · Seren del Grappa · Sospirolo · Soverzene · Sovramonte · Taibon Agordino · Tambre · Trichiana · Vallada Agordina · Valle di Cadore · Vigo di Cadore · Vodo di Cadore · Voltago Agordino · Zoldo Alto · Zoppè di Cadore